# Паметник
Паметникът е обикновено триизмерен обект, чиято цел е чрез художествено-историческо, политическо, техническо или архитектурно значение, да почете човек или събитие, съотносими към социална група като част от спомена за исторически времена или културно наследство.

## Видове паметници
Едни от най-разпространените паметници са надгробните плочи в гробищата, както и военните паметници в чест на загиналите през войните. Други паметници могат да бъдат храмове, скулптури, статуи, бюстове, релефи, колони и обелиски. Много често паметниците се поставят в средата на голям площад и служат като централна точка, като фокус.
Понякога паметниците имат и политическа функция. Например множеството паметници на Ленин по времето на СССР имат за цел да засилят политическата мощ на управляващото правителство.

## Кратка история
Паметници са били издигани в продължение на хилядолетия и често те се оказват най-устойчивите на времето обекти като по този начин стават символи на древни цивилизации и народи. Примери за това са египетските пирамиди, пирамидите на маите, Тадж Махал, Великата китайска стена или статуетките на Великденския остров. В съвременната история такива символи са Айфеловата кула и Статуята на свободата.